# Oil City (Pensilvânia)
Oil City é uma cidade localizada no estado norte-americano de Pensilvânia, no Condado de Venango.

## Demografia
Segundo o censo norte-americano de 2000, a sua população era de 11.504 habitantes.
Em 2006, foi estimada uma população de 10.849, um decréscimo de 655 (-5.7%).

## Geografia
De acordo com o United States Census Bureau tem uma área de
12,3 km², dos quais 11,7 km² cobertos por terra e 0,6 km² cobertos por água. Oil City localiza-se a aproximadamente 306 m acima do nível do mar.

## Localidades na vizinhança
O diagrama seguinte representa as localidades num raio de 12 km ao redor de Oil City.